# ديميتار ديموف
ديميتار ديموف (بالبلغارية: Димитър Димов)‏ (13 ديسمبر 1937 في بلغاريا - ) هو لاعب كرة قدم بلغاري في مركز الدفاع، شارك في كأس العالم 1962. وشارك مع منتخب بلغاريا لكرة القدم. أما مع النوادي، فقد لعب مع سبارتاك بلوفديف ونادي دوبرودزا دوبريتش.

## وصلات خارجية
- ديميتار ديموف على موقع الاتحاد الدولي (مؤرشف)  (الإنجليزية)
- ديميتار ديموف على موقع قاعدة بيانات كرة القدم.إي يو (الإنجليزية)
- ديميتار ديموف على موقع عالم كرة القدم.نت (الإنجليزية)